# 戈尔费什
戈尔费什（法語：Golfech，法語發音：[ɡɔlfɛʃ]）是法国奥克西塔尼大区塔恩-加龙省的一个市镇，属于卡斯泰尔萨拉桑区。戈尔费什核电站建于此地。

## 地理
戈尔费什（44°6'50"N, 0°51'4"E）面积9.72 平方千米，位于法国奧克西塔尼大區塔恩-加龙省，该省份为法国西南部内陆省份，北起顺时针与洛特省、阿韦龙省、塔恩省、上加龙省、热尔省和洛特-加龙省接壤。
与戈尔费什接壤的市镇（或旧市镇、城区）包括：克莱蒙苏比朗、栋扎克、埃斯帕莱、拉马日斯泰尔、圣卢、瓦朗斯。

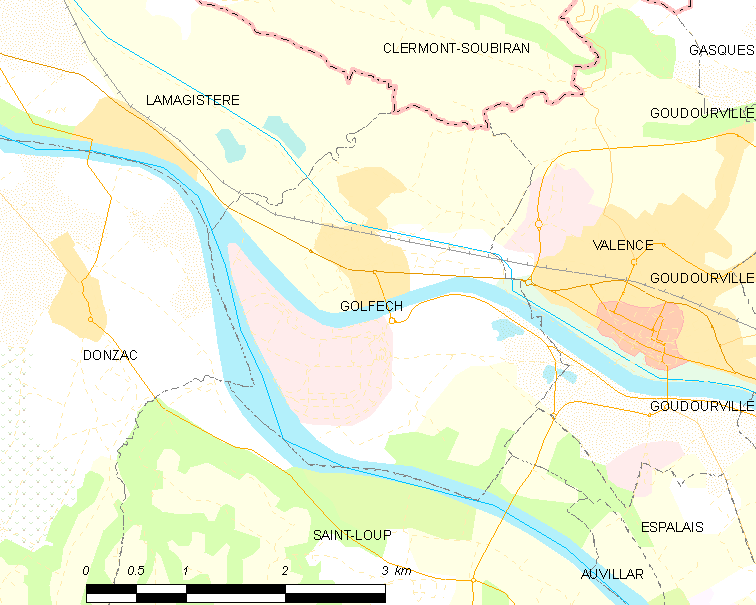
戈尔费什的OSM定位图

戈尔费什的时区为UTC+01:00、UTC+02:00（夏令时）。

## 行政
戈尔费什的邮政编码为82400，INSEE市镇编码为82072。

## 政治
戈尔费什所属的省级选区为瓦朗斯县。

## 人口

1962-2008年间戈尔费什人口变化图示

戈尔费什于2022年1月1日时的人口数量为1010人。